# Yevhen Hrebinka
Yevhen Pavlovytch Hrebinka (en ukrainien : Євген Павлович Гребінка), en russe Evgueni Pavlovitch Grebenka (Евге́ний Па́влович Гребёнка), né le 2 février 1812 et mort le 15 décembre 1848 à Saint-Pétersbourg, est un écrivain, poète et philanthrope romantique ukrainien russophone et ukrainophone.

## Biographie
Yevhen Hrebinka naît près de Pyriatyne dans le gouvernement de Poltava d'un père officier à la retraite. Il fait ses études à l'école de Nijyne, à la même période que Nicolas Gogol. C'est là que Hrebinka commence à écrire.
Ses premières œuvres ont été publiées en 1831. En 1834, il publie à Moscou les Petites fables russes. Plusieurs de ses poèmes lyriques sont devenus des chansons traditionnelles, comme son poème Une mélodie ukrainienne (1839).
Hrebinka est considéré comme une figure majeure de l'école ukrainienne dans la littérature russe. Nombre de ses œuvres en russe incluent des sujets ukrainiens, comme les poèmes historiques Hetman Svirgovskii (1839) et Bogdan (1843), l'histoire courte Zolotarenko, le colonel de Nyjine (1842), ou la nouvelle Tchaïkovski (1843).
En 1843, il écrit le poème Les Yeux noirs (en russe : Очи чёрные), qui deviendra plus tard une célèbre chanson russe.
À Saint-Pétersbourg en 1841, il rassemble et publie un des premiers almanachs ukrainiens, intitulé Lastôvka. L'ouvrage compte 382 pages et contient des œuvres de plusieurs auteurs ukrainiens (Kotliarevsky, Chevtchenko, Kvitka-Osnovyanenko…) ainsi que des chansons traditionnelles, des proverbes et des contes.
Il aide l'un de ces auteurs, le jeune artiste Taras Chevtchenko, qu'il apprécie, à se faire des relations à Saint-Pétersbourg. Ces relations organiseront la libération de Chevtchenko de son statut de serf en 1838. Hrebinka l'aidera également à publier son recueil de poésies Kobzar en 1840.
Hrebinka meurt de la tuberculose à Saint-Pétersbourg, le 15 décembre 1848. Ses œuvres complètes ont été publiées en 1862.

## Source
- (en) Cet article est partiellement ou en totalité issu de l’article de Wikipédia en anglais intitulé « Yevhen Hrebinka » (voir la liste des auteurs).